# McLaren MP4/14
McLaren MP4/14 - спортивный автомобиль, разработанный конструктором Эдрианом Ньюи команды McLaren для участия в сезоне Формулы-1 1999 года. Этот болид позволил Мике Хаккинену выиграть второй титул Чемпиона мира.

## История

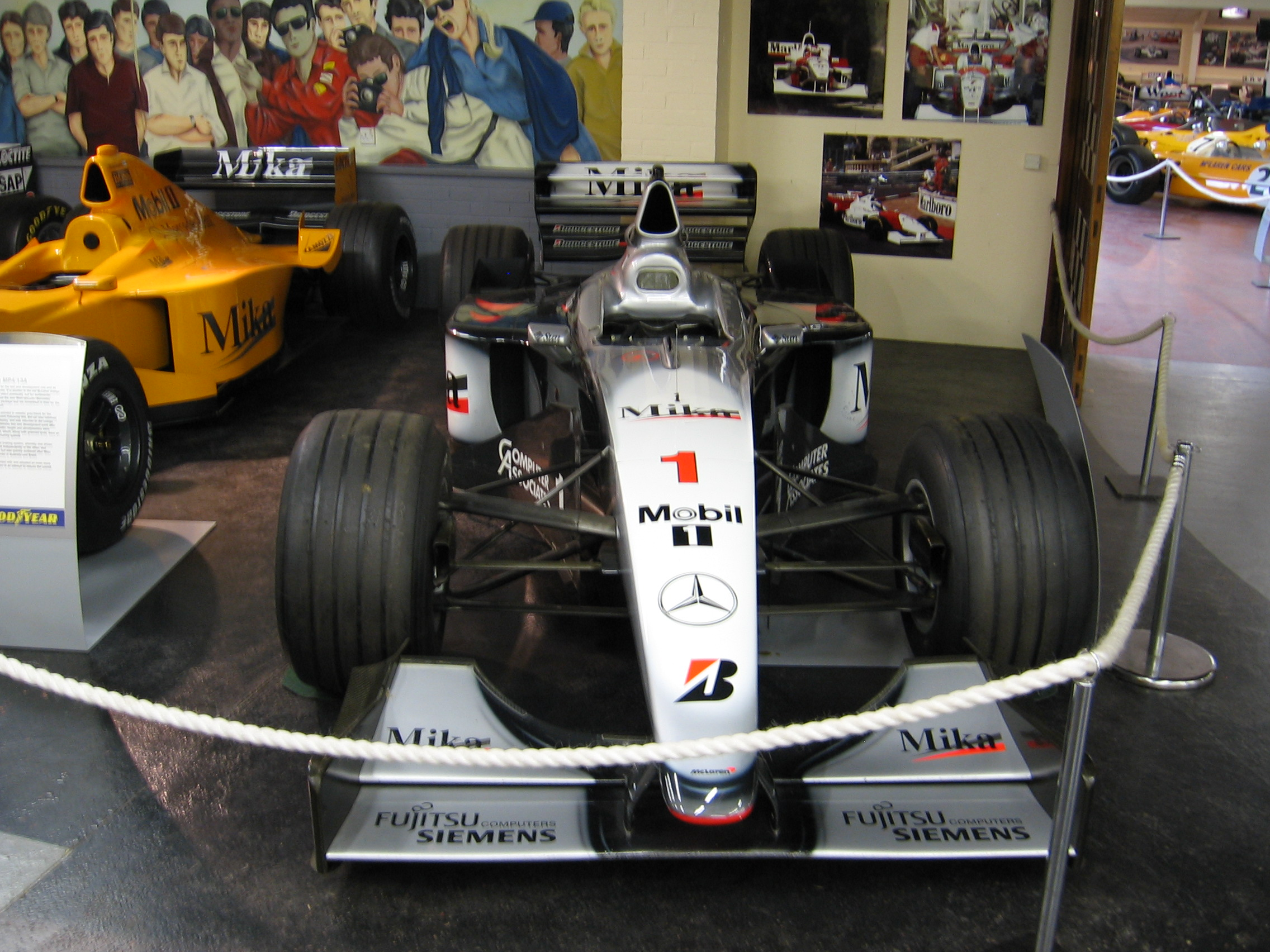
McLaren MP4/14 в Донингтоне

Стабильность технического регламента в этот год не предусматривала радикальных изменений в конструкции, и MP4/14 был основан на базе своего чемпионского предшественника MP4/13. Однако проблемы с надежностью начались уже с первых зимних тестов и мучали команду и её гонщиков на протяжении всего сезона.
По традиции сезон открывал Гран-при Австралии. Тут McLaren и потерпел первое, и далеко не последнее поражение в сезоне. Ни один из болидов не смог добраться до финиша. Всего на 13 круге в боксы заезжает Кутлхард с заклинившей коробкой, а через 8 кругов прекращает борьбу и Хаккинен- поломка мотора. Но уже на следующей гонке в бразильском Интерлагосе была одержана первая победа в сезоне. Чемпион Мира прошлого года Хаккинен первым пересёк линию финиша, однако, Кутхард вновь не смог добраться до финиша - и вновь коробка передач.
Технические проблемы чередовались с ошибками пилотов. 12 гонок на двоих по разным причинам не смогли закончить пилоты в том сезоне. Несмотря на все проблемы, Хаккинену удалось отстоять титул Чемпиона мира, выиграв 5 Гран При, но Кубок Конструкторов достался конкурентам из Ferrari - надежность взяла своё.
В Кубке конструкторов команда заняла 2 место, уступив Ferrari.
По итогам года журнала "Autosport" признал McLaren MP4/14 "Гоночным автомобилем года 1999".

## Результаты гонок
| Год  | Команда               | Двигатель                | Шины | Пилоты   | АВС  | БРА  | САН  | МОН  | ИСП | КАН | ФРА  | ВЕЛ  | АВТ | ГЕР  | ВЕН | БЕЛ | ИТА  | ЕВР  | МАЛ  | ЯПО  | Место | Очки |
| ---- | --------------------- | ------------------------ | ---- | -------- | ---- | ---- | ---- | ---- | --- | --- | ---- | ---- | --- | ---- | --- | --- | ---- | ---- | ---- | ---- | ----- | ---- |
| 1999 | West McLaren Mercedes | Mercedes-Benz FO110H V10 | B    | Хаккинен | Сход | 1    | Сход | 3    | 1   | 1   | 2    | Сход | 3   | Сход | 1   | 2   | Сход | 5    | 3    | 1    | 2     | 124  |
| 1999 | West McLaren Mercedes | Mercedes-Benz FO110H V10 | B    | Култхард | Сход | Сход | 2    | Сход | 2   | 7   | Сход | 1    | 2   | 5    | 2   | 1   | 5    | Сход | Сход | Сход | 2     | 124  |

| Легенда к таблице |                                                                    |
| --- | ------------------------------------------------------------------ |
| В таблице перечислены результаты всех Гран-при Формулы-1, в которых использовался автомобиль. Строками таблицы являются сезоны, столбцами — этапы чемпионата мира. В каждой клетке указаны сокращённое название этапа и результат, дополнительно обозначенный цветом. Расшифровка обозначений и цветов представлена в нижеследующей таблице. |                                                                    |
| \| Пример \| Описание \| \| ------------ \| ------------------------------------------------------------------ \| \| 1 \| Победитель \| \| 2 \| Второе место \| \| 3 \| Третье место \| \| 5 \| Финишировал, заработав очки \| \| Сход \| Не финишировал, но при этом заработал очки \| \| 12 \| Финишировал, не получив очков \| \| НКЛ \| Финишировал, но не попал в финальную классификацию \| \| 15 \| Участвовал вне зачёта, либо по отдельной классификации \| \| 18 \| Не финишировал, но попал в финальную классификацию \| \| Сход \| Не финишировал \| \| НКВ \| Не прошёл квалификацию \| \| НПКВ \| Не прошёл предквалификацию \| \| ДСК \| Дисквалифицирован \| \| ИСК \| Исключён из протокола соревнований \| \| ТТ \| Заявлен для участия только в тренировках \| \| НС \| Участвовал в квалификации, но не стартовал в гонке \| \| Т \| Травмирован или болен \| \| ОТК \| Отказ от участия \| \| НТР \| Прибыл на соревнования, но на трассу не выезжал \| \| НПР \| Был заявлен в числе участников, но не прибыл к началу соревнований \| \| О \| Соревнования отменены \| \| \| Не участвовал \| \| Поул-позиция \| \| \| Быстрый круг \| \| |                                                                    |
| Пример | Описание                                                           |
| 1 | Победитель                                                         |
| 2 | Второе место                                                       |
| 3 | Третье место                                                       |
| 5 | Финишировал, заработав очки                                        |
| Сход | Не финишировал, но при этом заработал очки                         |
| 12 | Финишировал, не получив очков                                      |
| НКЛ | Финишировал, но не попал в финальную классификацию                 |
| 15 | Участвовал вне зачёта, либо по отдельной классификации             |
| 18 | Не финишировал, но попал в финальную классификацию                 |
| Сход | Не финишировал                                                     |
| НКВ | Не прошёл квалификацию                                             |
| НПКВ | Не прошёл предквалификацию                                         |
| ДСК | Дисквалифицирован                                                  |
| ИСК | Исключён из протокола соревнований                                 |
| ТТ | Заявлен для участия только в тренировках                           |
| НС | Участвовал в квалификации, но не стартовал в гонке                 |
| Т | Травмирован или болен                                              |
| ОТК | Отказ от участия                                                   |
| НТР | Прибыл на соревнования, но на трассу не выезжал                    |
| НПР | Был заявлен в числе участников, но не прибыл к началу соревнований |
| О | Соревнования отменены                                              |
| | Не участвовал                                                      |
| Поул-позиция |                                                                    |
| Быстрый круг |                                                                    |